# Cratone del Wyoming

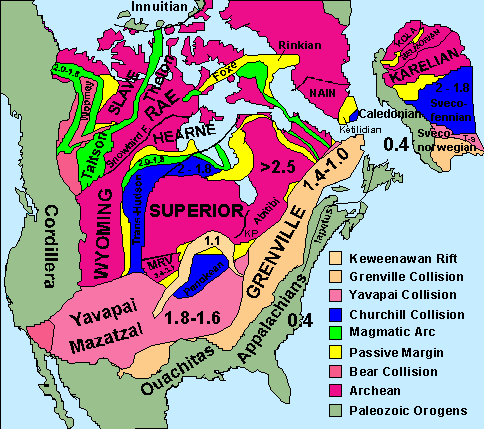
Paleo mappa dei cratoni, basamenti cristallini e cinture orogenetiche del Nord America e Scandinavia.

Il cratone del Wyoming è un cratone situato tra la parte centro-occidentale degli Stati Uniti e quella occidentale del Canada. Più in specifico gli Stati interessati sono Montana, Wyoming, Alberta meridionale, Saskatchewan meridionale e la parte settentrionale dello Utah.
Viene anche indicato come Wyoming Province e rappresenta il nucleo iniziale della crosta continentale del Nord America. Il cratone del Wyoming fu incorporato nella parte sudoccidentale della Laurentia circa 1,86 miliardi di anni fa.

## Evoluzione storica
Il cratone del Wyoming si suturò assieme al cratone Superiore, al cratone Hearne e al cratone Rae durante l'episodio orogenetico che formò la zona di sutura trans-hudsoniana che portò alla formazione della Laurentia, il nucleo dell'America del Nord.
Gneiss risalente a 3,6-3,0 miliardi di anni fa e diffuse evidenze isotopiche per crosta di questa età incorporata in plutoni più recenti, indicano che il cratone del Wyoming si è originato come cratone del medio Archeano, con una superficie di 100.000 km2, e che fu modificato nel tardo Archeano da magmatismo vulcanico e movimenti tettonici, con estensione e rifting nel Proterozoico.
I cratoni Wyoming, Superiore e Hearne-Ray erano originariamente sezioni di continenti separati, ma oggi sono saldati assieme tra loro. La collisione di questi cratoni iniziò prima di 1,77 miliardi di anni fa, con magmatismo post-tettonico 1,715 miliardi di anni fa evidente nel granito di Harney Park. Questo intervallo tettonico-magmatico è più recente di circa 50-60 milioni di anni rispetto a quello riportato per la collisione tra i cratoni Hearne e Superiore nell'orogenesi trans-hudsoniana del Canada.
Un metamorfismo più recente (1,81-1,71 miliardi di anni fa) è tipico delle periferie della provincia orientale e settentrionale del Wyoming, nel Dakota occidentale e nel Montana sudorientale. L'assemblaggio finale della parte orientale del cratone del Wyoming nel continente Laurentia iniziò durante l'intervallo tra 1,78 e 1,74 miliardi di anni fa dell'accrezione di arco vulcanico lungo il margine meridionale del cratone.